# Górnik Zabrze
Cet article concerne le club de football. Pour le club de handball, voir NMC Górnik Zabrze.
Maillots
Le Górnik Zabrze (prononcer /ˈɡurɲiɡ ˈzabʐɛ/) est un club professionnel de football polonais basé à Zabrze, en Silésie, et fondé le 14 décembre 1948. Il tire son nom de l'une des activités qui a fait la richesse de la région, l'extraction du charbon, le mot górnik signifiant mineur en polonais.
Il est, avec son grand rival, le Ruch Chorzów, le deuxième club le plus titré de Pologne, comptant à son palmarès quatorze championnats, obtenus principalement lors des années 1960 et 1980. À l'échelle européenne, le Górnik a participé à vingt-deux campagnes (la dernière en 2018, lors des tours préliminaires de la Ligue Europa), et son principal fait d'armes est d'avoir atteint la finale de la Coupe d'Europe des vainqueurs de coupe en 1970.
Le club est présidé par Bartosz Sarnowski depuis le 27 mai 2016,, prend part à l'édition 2018-2019 du championnat de Pologne de première division.

## Histoire
- 1948 : fondation du club sous le nom de KS Górnik Zabrze
- 1961 : 1re participation à une coupe d'Europe (Coupe d'Europe des clubs champions, saison 1961-1962)

## Bilan sportif

### Palmarès
- Coupe d'Europe des vainqueurs de coupe :
  - Finaliste (1) : 1970

- Championnat de Pologne :
  -  Champion (14) : 1957, 1959, 1961, 1963, 1964, 1965, 1966, 1967, 1971, 1972, 1985, 1986, 1987, 1988
  - Vice-champion (4) : 1962, 1969, 1974, 1991
- Coupe de Pologne :
  - Vainqueur (6) : 1965, 1968, 1969, 1970, 1971, 1972
  - Finaliste (7) : 1956, 1957, 1962, 1966, 1986, 1992, 2001
- Supercoupe de Pologne :
  - Vainqueur (1) : 1988
  - Finaliste (1) : 1987

### Bilan européen
Légende
- Victoire ou qualification pour le tour suivant
- Match nul
- Défaite ou élimination de la compétition

Note : dans les résultats ci-dessous, le score du club est toujours donné en premier.
| Saison    | Compétition               | Tour                | Club                   | Domicile | Extérieur | Total       |
| --------- | ------------------------- | ------------------- | ---------------------- | -------- | --------- | ----------- |
| 1961-1962 | Coupe des clubs champions | Tour préliminaire   | Tottenham Hotspur      | 4 - 2    | 1 - 8     | 5 - 10      |
| 1963-1964 | Coupe des clubs champions | Tour préliminaire   | Austria Vienne         | 1 - 0    | 0 - 1     | 1 - 1 2 - 1 |
| 1963-1964 | Coupe des clubs champions | Huitièmes de finale | Dukla Prague           | 2 - 0    | 1 - 4     | 3 - 4       |
| 1964-1965 | Coupe des clubs champions | Tour préliminaire   | Dukla Prague           | 3 - 0    | 1 - 4     | 4 - 4 0 - 0 |
| 1965-1966 | Coupe des clubs champions | Tour préliminaire   | LASK Linz              | 2 - 1    | 3 - 1     | 5 - 2       |
| 1965-1966 | Coupe des clubs champions | Huitièmes de finale | Sparta Prague          | 1 - 2    | 0 - 3     | 1 - 5       |
| 1966-1967 | Coupe des clubs champions | Premier tour        | Vorwärts Berlin        | 2 - 1    | 1 - 2     | 3 - 3 3 - 1 |
| 1966-1967 | Coupe des clubs champions | Huitièmes de finale | CSKA Sofia             | 3 - 0    | 0 - 4     | 3 - 4       |
| 1967-1968 | Coupe des clubs champions | Premier tour        | Djurgårdens IF         | 3 - 0    | 1 - 0     | 4 - 0       |
| 1967-1968 | Coupe des clubs champions | Huitièmes de finale | Dynamo Kiev            | 1 - 1    | 2 - 1     | 3 - 2       |
| 1967-1968 | Coupe des clubs champions | Quarts de finale    | Manchester United      | 1 - 0    | 0 - 2     | 1 - 2       |
| 1969-1970 | Coupe des coupes          | Premier tour        | Olympiakos             | 5 - 0    | 2 - 2     | 7 - 2       |
| 1969-1970 | Coupe des coupes          | Huitièmes de finale | Rangers FC             | 3 - 1    | 3 - 1     | 6 - 2       |
| 1969-1970 | Coupe des coupes          | Quarts de finale    | Levski Sofia           | 2 - 1    | 2 - 3     | 4E - 4      |
| 1969-1970 | Coupe des coupes          | Demi-finales        | AS Rome                | 1 - 1    | 2 - 2 ap  | 3 - 3 1 - 1 |
| 1969-1970 | Coupe des coupes          | Finale              | Manchester City        | 1 - 2    | 1 - 2     | 1 - 2       |
| 1970-1971 | Coupe des coupes          | Premier tour        | Aalborg BK             | 5 - 0    | 2 - 2     | 7 - 2       |
| 1970-1971 | Coupe des coupes          | Huitièmes de finale | Göztepe SK             | 3 - 0    | 1 - 0     | 4 - 0       |
| 1970-1971 | Coupe des coupes          | Quarts de finale    | Manchester City        | 2 - 0    | 0 - 2     | 2 - 2 1 - 3 |
| 1971-1972 | Coupe des clubs champions | Premier tour        | Olympique de Marseille | 1 - 1    | 1 - 2     | 2 - 3       |
| 1972-1973 | Coupe des clubs champions | Premier tour        | Sliema Wanderers       | 5 - 0    | 5 - 0     | 10 - 0      |
| 1972-1973 | Coupe des clubs champions | Huitièmes de finale | Dynamo Kiev            | 2 - 1    | 0 - 2     | 3 - 4       |
| 1974-1975 | Coupe UEFA                | Premier tour        | Partizan Belgrade      | 2 - 2    | 0 - 3     | 2 - 5       |
| 1977-1978 | Coupe UEFA                | Premier tour        | FC Haka                | 5 - 3    | 0 - 0     | 5 - 3       |
| 1977-1978 | Coupe UEFA                | Deuxième tour       | Aston Villa            | 1 - 1    | 0 - 2     | 1 - 3       |
| 1985-1986 | Coupe des clubs champions | Premier tour        | Bayern Munich          | 1 - 2    | 1 - 4     | 2 - 6       |
| 1986-1987 | Coupe des clubs champions | Premier tour        | RSC Anderlecht         | 1 - 1    | 0 - 2     | 1 - 3       |
| 1987-1988 | Coupe des clubs champions | Premier tour        | Olympiakos             | 2 - 1    | 1 - 1     | 3 - 2       |
| 1987-1988 | Coupe des clubs champions | Huitièmes de finale | Rangers FC             | 1 - 1    | 1 - 3     | 2 - 4       |
| 1988-1989 | Coupe des clubs champions | Premier tour        | AS Jeunesse d'Esch     | 3 - 0    | 4 - 1     | 7 - 1       |
| 1988-1989 | Coupe des clubs champions | Huitièmes de finale | Real Madrid            | 0 - 1    | 2 - 3     | 2 - 4       |
| 1989-1990 | Coupe UEFA                | Premier tour        | Juventus FC            | 0 - 1    | 2 - 4     | 2 - 5       |
| 1991-1992 | Coupe UEFA                | Premier tour        | Hambourg SV            | 0 - 3    | 1 - 1     | 1 - 4       |
| 1994-1995 | Coupe UEFA                | Tour préliminaire   | Shamrock Rovers        | 7 - 0    | 1 - 0     | 8 - 0       |
| 1994-1995 | Coupe UEFA                | Premier tour        | Admira Wacker Vienne   | 1 - 1    | 2 - 5     | 3 - 6       |
| 1995      | Coupe Intertoto           | Groupe 1            | Aarhus GF              | N/A      | 1 - 4     | Cinquième   |
| 1995      | Coupe Intertoto           | Groupe 1            | FC Bâle                | 1 - 2    | N/A       | Cinquième   |
| 1995      | Coupe Intertoto           | Groupe 1            | Sheffield Wednesday    | N/A      | 2 - 3     | Cinquième   |
| 1995      | Coupe Intertoto           | Groupe 1            | Karlsruher SC          | 1 - 6    | N/A       | Cinquième   |
| 2018-2019 | Ligue Europa              | Premier tour Q      | Zaria Bălți            | 1 - 0    | 1 - 1     | 2 - 1       |
| 2018-2019 | Ligue Europa              | Deuxième tour Q     | AS Trenčín             | 0 - 1    | 1 - 4     | 1 - 5       |

1. 1 2 3  Un match d'appui sur terrain neutre est disputé pour départager les deux équipes.
2. ↑  Un match d'appui sur terrain neutre est disputé pour départager les deux équipes. Celui-ci se terminant à nouveau sur un match nul, c'est finalement le Dukla Prague qui se qualifie par tirage au sort.
3. ↑  Un match d'appui sur terrain neutre est disputé pour départager les deux équipes. Celui-ci se terminant à nouveau sur un match nul, c'est finalement le Górnik Zabrze qui se qualifie par tirage au sort.

## Personnalités du club

### Joueurs emblématiques

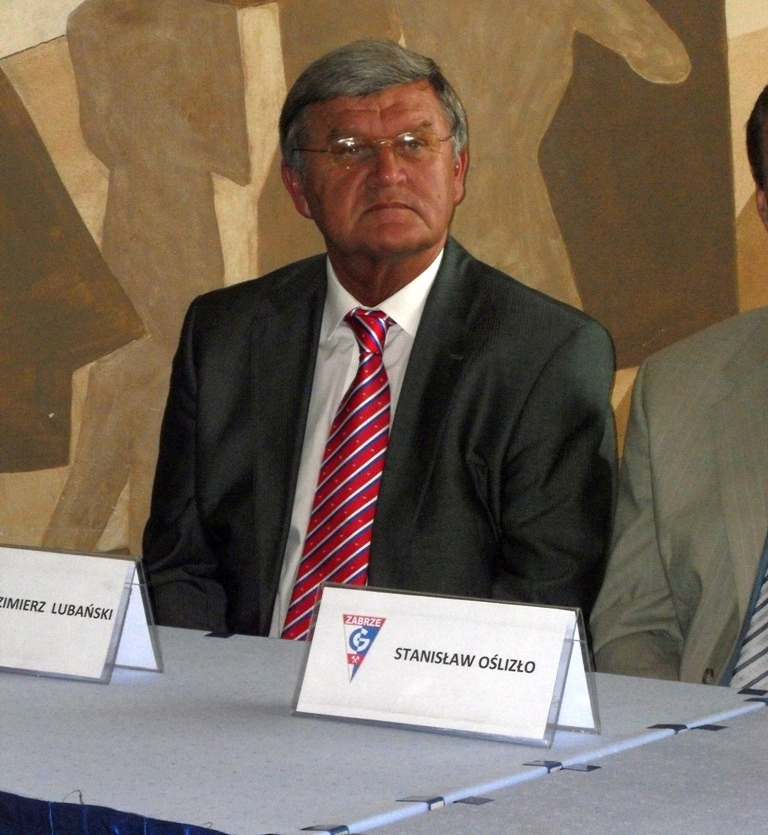
Włodzimierz Lubański, meilleur buteur du club et de la sélection, ici en 2011 lors d'un congrès à Katowice.

Club emblématique de Pologne à partir des années 1960, le Górnik Zabrze fournit à la sélection polonaise de nombreux joueurs, dont Włodzimierz Lubański, meilleur buteur de la Reprezentacja avec quarante-quatre réalisations. Champion olympique en 1972, il fait partie de la délégation de cinq joueurs appartenant au club à avoir remporté la compétition, avec Zygmunt Anczok, Jerzy Gorgoń, Hubert Kostka et Zygfryd Szołtysik. Deux ans plus tard, ils sont quatre (Fischer, Gorgoń, Andrzej Szarmach et Henryk Wieczorek) à participer à la Coupe du monde et gagner la médaille de bronze, Lubański ayant par ailleurs dû déclarer forfait à la suite d'une grave blessure. En 1982, ils sont deux de plus (Waldemar Matysik et Andrzej Pałasz) à repartir du Mondial avec une médaille de bronze.
Au total, ils sont soixante-neuf à avoir porté le maillot de la sélection et du Górnik, Stanisław Oślizło, Jan Urban et Ernest Pohl faisant également partie de cette liste.
Lubański, joueur du Górnik de 1963 à 1975, est également le meilleur buteur du club avec 228 réalisations, dont 155 en première division. Il a terminé quatre fois d'affilée meilleur buteur du championnat, de 1966 à 1969. Ernest Pohl, dont le nom a été donné au stade de Zabrze, est le meilleur buteur de l'histoire du championnat, avec 186 buts (dont 43 avec le Legia Varsovie). Il est également le quatrième buteur le plus prolifique de la sélection.
Zygfryd Szołtysik, présent au club de 1962 à 1974 puis de 1975 à 1978, est le joueur le plus capé de l'histoire du Górnik, avec 504 matchs à son compteur.

### Entraîneurs
| - Ginter Pawelczyk (1948-1949) - Teodor Meiser (1949) - Karol Luks (1949-1950) - Gerard Wodarz (1950-1954) - Augustyn Dziwisz (1954-1956) - Paweł Mościński (1956) - Hubert Skolik (1957) - Zoltán Opata (1957-1958) - Hubert Skolik (1958-1959) - Janos Steiner (1959) - Feliks Karolek (1960) - Vilém Lugr (1960) - Augustyn Dziwisz (1960-1962) - Feliks Karolek (1962) - Ewald Cebula (1962-1963) - Feliks Karolek (1963) - Hubert Skolik (1963) - Feliks Karolek (1964) - Hubert Skolik (1964) - Ferenc Farsang (1964-1965) - Władysław Giergiel (1965-1966) - Géza Kalocsay (1966-1969) | - Michał Matyas (1969-1970) - Ferenc Szusza (1970-1971) - Antoni Brzeżańczyk (1971-1972) - Jan Kowalski (1972) - Gyula Szücs (1972) - Jan Kowalski (1972-1973) - Teodor Wieczorek (1973-1975) - Andrzej Gajewski (1975-1976) - Józef Trepka (1976) - Hubert Kostka (1976-1977) - Władysław Jan Żmuda (1977-1980) - Zdzisław Podedworny (1980-1983) - Hubert Kostka (1983-1986) - Lesław Ćmikiewicz (1986) - Antoni Piechniczek (1986-1987) - Marcin Bochynek (1987-1989) - Zdzisław Podedworny (1989) - Jan Kisiel (1989-1990) - Jan Kowalski (1990-1992) - Janusz Kowalik (1992) - Alojzy Łysk (1992-1993) - Henryk Apostel (1993) | - Hubert Kostka (1994) - Edward Lorens (1994-1995) - Stanisław Oślizło (1995) - Adam Michalski (1995-1996) - Jan Kowalski (1996) - Jan Żurek (1996) - Piotr Kocąb (1996) - Henryk Apostel (1997) - Jan Kowalski (1997) - Jan Żurek (1997-2000) - Józef Dankowski (intérim) (2000) - Marcin Bochynek (2000) - Mieczysław Broniszewski (2000) - Józef Dankowski (2000-2001) - Marek Piotrowicz (2001) - Waldemar Fornalik (2001) - Marek Piotrowicz (2001) - Waldemar Fornalik (2002-2004) - Verner Lička (2004) - Edward Lorens (2004-2005) - Marek Wleciałowski (2005) | - Marek Motyka (2005-2006) - Ryszard Komornicki (2006) - Przemysław Cecherz (intérim) (2006) - Marek Motyka (2006) - Zdzisław Podedworny (2006-2007) - Marek Motyka (2007) - Marek Kostrzewa (2007) - Marek Piotrowicz (2007) - Ryszard Wieczorek (2007-2008) - Marcin Bochynek (intérim) (2008) - Henryk Kasperczak (2008-2009) - Ryszard Komornicki (2009) - Adam Nawałka (2010-2013) - Bogdan Zając (intérim) (2013) - Ryszard Wieczorek (2013-2014) - Robert Warzycha (2014) - Józef Dankowski (2014-2015) - Robert Warzycha (2015) - Leszek Ojrzyński (2015-2016) - Jan Żurek (2016) - Marcin Brosz (juin 2016-2021) - Jan Urban (2021-2022) - Bartosch Gaul (depuis 2022) |

## Soutien et image

### Supporters
Les deux supporters les plus célèbres du club sont Lukas Podolski, footballeur international allemand, et Adam Małysz, plus grand sauteur à ski de l'histoire en Pologne. Les deux hommes se sont d'ailleurs vus offrir un abonnement à vie en tribune VIP. Régulièrement, Podolski déclare avoir l'envie de terminer sa carrière à Zabrze, ce qu'il fera en 2021 où il signe un contrat jusqu'en 2023, puis une prolongation jusqu'en 2026.
Autre supporter du club, Stanislaw Sętkowski, qui le suit sans interruption depuis plus de cinquante ans, est également connu dans tout le pays pour faire sonner une cloche à chaque occasion ou but du Górnik Zabrze.